# كابو دا روكا
كابو دا روكا (بالبرتغالية: [ˈkaβu ðɐ ˈʁɔkɐ]) أو كيب روكا هو رأس يشكل أقصى نقطة في الغرب من سلسلة جبال سينترا والبر الرئيسي للبرتغال وأوروبا القارية وكتلة اليابسة الأوراسية.

## نبذة
يقع في بلدية سينترا، بالقرب من أزويا، في جنوب غرب مقاطعة لشبونة. تشمل النقطة بشكل خاص منارة بدأت عملها عام 1772.

## روابط خارجية
- Panoramic view of Cabo da Roca